# بولستراشتسه
بولستراشتسه (به لهستانی:  Bolestraszyce) یک روستا در لهستان است که در گمینا ژوراویتسا واقع شده‌است. بولستراشتسه ۱٬۷۰۰ نفر جمعیت دارد.